# Acridocarpus reticulatus
Acridocarpus reticulatus là một loài thực vật có hoa trong họ Malpighiaceae. Loài này được Burtt Davy mô tả khoa học đầu tiên năm 1926.